# 4374
4374（四千三百七十四、よんせんさんびゃくななじゅうよん）は、自然数また整数において、4373の次で4375の前の数である。

## 性質
- 合成数であり、約数は1, 2, 3, 6, 9, 18, 27, 54, 81, 162, 243, 486, 729, 1458, 2187, 4374である。
  - 約数の和は9840。
- 4374 + 1 = 4375 = 54 × 7
  - n > 4374 ならば、 n, n + 1 のいずれかは7より大きな素因数をもつ。つまり、(4374, 4375) は7以下の素因数からなる隣接した数の組の中で最大のものである (Størmer, 1897)。1つ前は2400。(オンライン整数列大辞典の数列 A085153)
- 43742 + 1 = 19131877 であり、n2 + 1 の形で素数を生む421番目の数である。1つ前は4370、次は4384。
- 810番目のハーシャッド数である。1つ前は4368、次は4378。
  - ハーシャッド数となる割った商がまたハーシャッド数になる42番目の数である。1つ前は3402、次は5832。

(例.4374 ÷ 18 = 243 → 243 ÷ 9 = 27 → 27 ÷ 9 = 3 → 3 ÷ 3 = 1)
- 約数の和が4374になる数は1個ある。(4373) 約数の和1個で表せる644番目の数である。1つ前は4364、次は4376。
- 各位の和が18になる284番目の数である。1つ前は4365、次は4383。
- 2 × 37
  - n = 7 のときの 2 × 3n の値とみたとき1つ前は1458、次は13122。(オンライン整数列大辞典の数列 A008776)